# 溝旗神社
溝旗神社（みぞばたじんじゃ）は、岐阜県岐阜市溝旗町にある神社である。旧社格は村社、銀幣社。
毎年7月に行われる例大祭は、夏の疫病除けを祈願するもので、溝旗神社提灯祭りともいう。

## 概略
創建時期は不明。
586年（用明天皇2年）、この地域に疫病が流行ったため、素戔嗚尊に祈願したところ疫病がおさまったという。その後、この地に素戔嗚尊を祀る社殿が建立されたという。
- 平安時代の頃、真言宗の寺院である聖寿院が境内に設置され、素戔嗚尊は牛頭天王と同一視されていた（祭神そのものの神仏習合）。この頃から「牛頭天王社」に改称されたという。[要出典]または通称「天王坊」と呼ばれていた。
- 1868年（明治元年）、廃仏毀釈（神仏分離令）により聖寿院は廃止され、社号を地名（溝旗）より、溝旗神社に改称する。
- 1909年（明治42年）、近くにあった高森神社（別名：白山神社）が、白山尋常小学校（現・岐阜市立白山小学校）の建設にともない、溝旗神社に合祀される（境内社の白山神社）。
- 1945年（昭和20年）、岐阜空襲により焼失。その後再建される。

「飛燕」の御朱印

## 祭神
- 素戔嗚尊

## 溝旗神社提灯祭り
- 江戸時代末期より伝わる、7月に行われる例大祭。旧暦6月15日の満月の日に開催されるため、開催日は毎年異なる。
- 氏子は赤色の提灯を竹竿につるして溝旗神社に向かい、神主より厄除けのお払いを受ける。提灯は魔除けの意味があり、持ち帰って軒先に吊り下げる。

## 境内社
- 肇國神社

## 所在地
- 岐阜県岐阜市溝旗町3丁目1

## 交通機関
- 名古屋鉄道名古屋本線・各務原線、名鉄岐阜駅より徒歩5分（ロフト側の出入口を使用した場合）。
- 名古屋鉄道各務原線田神駅より徒歩10分。
- 東海道本線・高山本線岐阜駅より徒歩10分。